# اتسو بولونیایی
آتسو از بولونیا یا آزو یا آزولنوس (به انگلیسی: Azzone dei porci)(زادهٔ ۱۱۵۰ - درگذشته در ۱۲۳۰) حقوقدان بانفوذ ایتالیایی و از اعضای مکتب به اصطلاح glossators بود. تاثیرگذارترین اثر او«Summa Codicis» است، تفسیری از قانون مدنی که براساس دستور قانون ژوستینیان سازماندهی شده است.

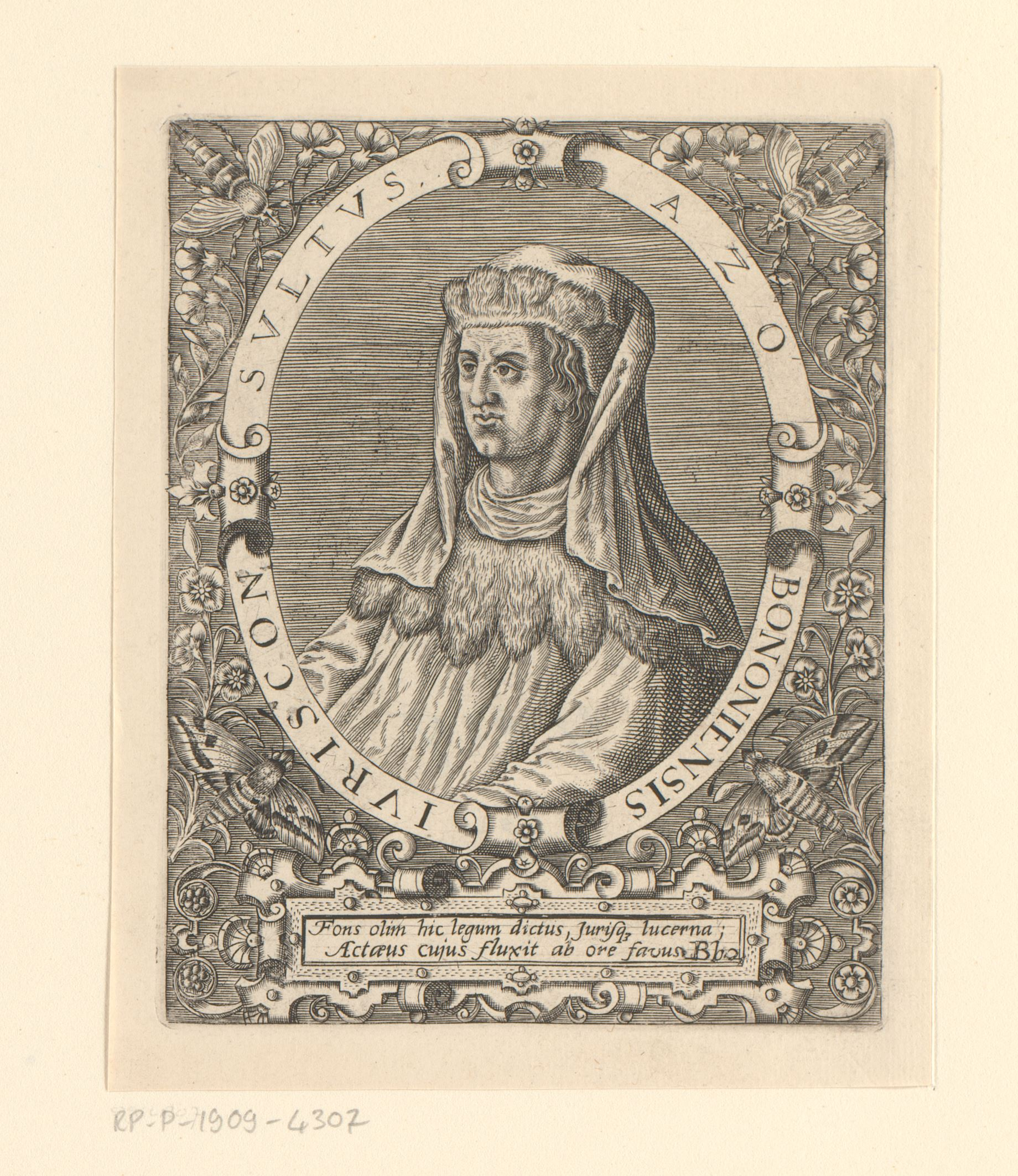
آتسو از بولونیا(۱۱۵۰–۱۲۳۰)

## زندگی‌نامه
آتسو که حدوداً در سال ۱۱۵۰ در بولونیا متولد شد، زیرنظر جوانس باسینوس تحصیل کرد و استاد حقوق مدنی در بولونیا شد.
او حقوق مدنی را در شهر زادگاهش، بولونیا، زیر نظر استاد جان باسیانوس فرا گرفت و حداکثر تا سال ۱۱۹۰ در آنجا تدریس می‌کرد. قانون‌گذاران آکورسیوس، برناردوس دورنا، و روفردوس اپی‌فانیوس، فئودال ژاکوبوس از آردیزون، و متعارفان جفری ترانی و یوهانس توتونیکوس (نویسنده گلوسای معمولی) همگی شاگردان آزو بودند. وی همچنین به عنوان مشاور و کارشناس حقوقی در امور عمومی و خصوصی فعال بود. آزو به‌خاطر Summae Codicis, Institutionum و Digestorum شهرت داشت که در ویرایش‌های دوم خود به کتاب راهنمای استاندارد بلندمدت حقوق عمومی اروپا تبدیل شد (بین سال‌های ۱۴۸۱ و ۱۶۱۰ سی و پنج نسخه چاپی وجود داشت). آزو مانند گلاستر قدیمی‌تر Placentinus (که در ۱۱۹۲ درگذشت)، خلاصه‌هایی را هم برای مؤسسه‌ها و هم برای Codex نوشت و در تلاشی آشکار برای غلبه بر Placentinus، خلاصه‌ای از آن عناوین در Digest که در Codex یا مؤسسه‌ها پوشش داده نشده‌اند، نوشت. با این حال، اپرای مگنا او ابزاری براق برای تمام بخش‌های Corpus Juris بود. علاوه بر این، آزو «دستگاه‌های بزرگ» خود را در بخش اول Digesta, Digestum vetus و کتاب‌های ۱ تا ۹ کدکس نوشت، که در آن‌ها مسائل را گسترده‌تر از نویسندگان قبلی مورد بحث قرار داد. هیچ‌یک از اینها هرگز چاپ نشد، زیرا در قرن پانزدهم دستگاه‌های آکورسیوس مدتها بود که به میدان رفته و به عنوان Glossa Ordinaria پذیرفته شده بودند. با این حال، تا حدودی تصادفی، سخنرانی‌های آزو در مورد کدکس، که توسط شاگردش الکساندر از Sancto Aegidio حذف و بیان شد، به چاپ رسید. او همچنین شرحی بر عنوان Digest De regulis iuris و همچنین کتابی از تمایزات نوشت که هیچ‌یک از آنها چاپ نشد.

## آثار
آثار آتسو در میان نسل‌های وکلای قاره‌ای از اعتبار زیادی برخوردار بود، به‌طوری که قبلاً می‌گفتند «چی نون‌ها آزو»، نه وادا آل پالازو، که تقریباً ترجمه می‌شد: «کسی که آزو در کنارش نباشد، به دادگاه نمی‌رود». به عنوان شاکی و نه به عنوان قاضی. Summa Codicis آزو نیز توسط هنری براکتون در گزارش خود از حقوق انگلیس استفاده شد (اغلب کلمه به کلمه کپی شد).